# Cyclopoida
Cyclopoida — ряд ракоподібних класу Щелепоногих (Maxillopoda). Як і багато інших рачків, представники Cyclopoida маленькі, планктонні тварини, що живуть як у морі, так і в прісноводних водоймах. Вони швидко пересуваються. Розвиток личинок є метаморфічний, а ембріони переносяться в парних або одиночних мішках, прикріплених до першого черевного соміта.
Циклопи відрізняються від інших веслоногих рачків, тим, що перша пара антен у них коротша, ніж довжина голови і грудей, і одногілясту пару других антен. Четвертий і п'ятий сегменти тіла злиті.
Мають здатність швидко пересуватися і переносити висихання водойм, у тому числі і калюж, в яких також можуть мешкати. Можуть служити їжею багатьом рибам, але, також сприяють зараженню людини деякими паразитичними черв'яками.

## Класифікація
Підклас містить наступні родини:
- Archinotodelphyidae
- Ascidicolidae
- Botryllophilidae
- Buproridae
- Chitonophilidae
- Chordeumiidae
- Corallovexiidae
- Cucumaricolidae
- Cyclopettidae
- Cyclopicinidae
- Cyclopidae
- Cyclopinidae
- Enterognathidae
- Enteropsidae
- Fratiidae
- Giselinidae
- Hemicyclopinidae
- Lernaeidae
- Mantridae
- Micrallectidae
- Notodelphyidae
- Oithonidae
- Ozmanidae
- Paralubbockiidae
- Psammocyclopinidae
- Pterinopsyllidae
- Schminkepinellidae
- Smirnovipinidae
- Speleoithonidae
- Thaumatopsyllidae